# 神楽 (銀魂)
神楽（かぐら）は、空知英秋作の漫画『銀魂』に登場する架空の人物で、同作品のヒロイン。

## プロフィール
- 身長：155cm
- 体重：40kg
- 誕生日：11月3日
- 星座：さそり座
- 年齢：14歳[1]

### 演じた役者
声優
- 釘宮理恵（テレビアニメ版）
- 石井康嗣（テレビアニメ版・転換篇〈神楽惇〉）

俳優
- 橋本環奈（実写映画版）

## 人物
ある事件を通して、万事屋に住み込みで働く、宇宙最強を誇る絶滅寸前の戦闘種族・夜兎族（やとぞく）の生き残りの少女。その肩書きに違わず、万事屋の中でもすば抜けて戦闘力が高い。また、しばしばゲロを吐くことがあり、「ゲロイン」と揶揄されることもある。
一人称は「私」。セミロングの髪を両サイドで三つ編みにして纏めてズンボラ星人のペニスケースで団子状にしている。青い瞳と透き通るような白い肌が特徴の美少女。連載当初は「頭の飾りを外すとウサギの耳が飛び出す」という設定が考えられていた。普段は様々な種類のチャイナ服を着ていることが多く、“チャイナ”や“チャイナ娘”と呼ばれることがある。連載初期のほとんどの服には、背中の部分に満月をバックに餅つきをするウサギが描かれていた（アニメ版では一切描かれていない）。銀ノ魂篇の2年後では、2年後篇における神楽の服装をアレンジした服装で、その上に黒のマント（アニメ版では赤色）を羽織っている。
普段は語尾に「～アル（カ）」や「～ネ」「～ヨ」「～ヨロシ」などをつけた胡散臭いチャイナ口調でしゃべるが、辛辣な発言をする場合などには共通語や関西弁もしゃべる。
かわいい容姿とは裏腹に長谷川から「激辛チャイナ娘」と呼ばれたこともあるほどの口の悪さが目立ち、ぶっきらぼうで態度が大きく、自己中心的で型破りな性格。
その一方、定春を含むかわいい動物の面倒を見ることを好み（動物からも好かれる）、赤ん坊に自ら母乳を与えようとするなど、母性的な面も強く、優しい一面を持っている。また、年齢の割に大人びた発言や、さばけた言動が多いが、かわいらしい傘を差したがったり、ゴキブリが大の苦手であったり、バレンタインで恥ずかしがってチョコを渡せなかったりと、年頃の女の子らしい部分もある。また、恋愛に興味が無いわけでもないような言動も垣間見える。銀時の言葉を鵜呑みにしたり、何事でも積極的に参加しようとしたりする（美容の大敵である行為は除く）など年齢よりも幼く無邪気な面を見せることもある。
生き物の命を奪う行為には非常に嫌悪感を持ち、たとえ敵に襲われた場合でも、その相手を殺さないように加減して戦っている（このことについては後述）。自分の飼う生き物には大抵「定春（さだはる）～号」と名前を付ける傾向がある（しかし名前を呼ぶ時に番号を間違えたことがある）。胸がほとんど無いことを気にしており、スタイルが良く巨乳な猿飛あやめを羨ましがっている。また、胸にやたら色々なものを入れたり貼り付けたりしたりと努力をしている。寄生型エイリアン「キューサイネトル」に寄生された時に現れた2年後相当の姿は巨乳で、へそや脚を露出したスタイル抜群の美女だった。これを見て新八はあまりの大人らしさに彼女を「神楽さん」と呼んでしまった。銀ノ魂篇では、銀時と別れてから身体を変化させることができるようになり、基本的にはキューサイネトルに寄生された時に似た姿でいるが、子供や竜宮篇のような背の低い老人の姿になることもある。
夜兎の特性で凄まじい食欲の持ち主だが、お子様ランチなどの「チャラついたもの」には興味がない。何事も“味”のあるものでなければ駄目であるというポリシーを持っており（「男は味があってナンボ」と言ったこともある）、好きな食べ物は卵掛けご飯やお茶漬けなどの炭水化物と駄菓子の酢昆布。その食欲は銀時や新八もあきれるほどであり、銀時に「胃拡張娘」と言わしめた。作中で最も食い意地が張っている。その食欲がたたって、肥満体になってしまったこともある。また、好きな音楽は演歌である。
ゲームも得意であり、そのレベルは劇中に登場した家庭用ゲーム機「Owee（オヴェェ）」の「どらごんはんたーIII」にてバグで毒に陥った銀時らを放置し短時間でレベルを82まで上げ、最終的にラスボスの魔王を倒したほどである。モンハン編ではカグーラ＝ジャスアントというキャラクターを使用していた。神楽自身との類似性の見られる設定を持つ太刀使いの男性（ただし、声は神楽のまま）で熟練者のような渋い容姿をしているが、装備は他のハンターを追い剥ぎして得たものである。女性キャラクターの「銀子」に設定した銀時、新八からは「ネーミングセンスと発言が中二設定」とツッコミを交えて評された。
現在住んでいる万事屋では、押入れに布団を敷きそこで寝起きしている。押入れの中にはピン子のサインを掲げている。夢は、父である星海坊主（うみぼうず）と一緒に宇宙を回って宇宙一のえいりあんはんたーになることである。
人物のモデルはかぐや姫、名前の由来は北海道の地名・神楽町である。

### 夜兎として
夜兎族の皮膚は直射日光に弱いという性質があり、いずれの夜兎族も日傘（主に番傘の形をした仕込み傘）を日除けのために常時携帯しており、神楽も紫の傘（銃器型）を愛用している。ただし生活環境や体質などで個人差があり、神楽の場合は日差しが弱い時間帯であれば傘を差さないこともある。また、アニメ版ではこの設定もあってか、肌の色が他の登場人物に比べて色白くなっている。後にこの設定をネタに仮病を使って銀時たちを困らせて騒動を起こすが、逆に神楽の仮病とその思惑を唯一見破った沖田の策略によってひどい目に遭うエピソードが描かれている。
また夜兎族は生命力が高い強靭な肉体を持ち、肉弾戦の戦闘力が高く俊敏な戦い方をし、極めて残忍な攻撃をするのも特徴。そのため夜兎の本能を嫌い、人を殺めることを恐れる余り普段は本来の能力を抑制するようにしている。
しかし、吉原炎上篇では新八の危機に瀕した際に血の抑制が効かなくなり暴走し、戦場経験が全く無いにもかかわらず歴戦の傭兵・阿伏兎を圧倒した。自身の身体を守ろうともせずひたすら攻撃に徹し殺戮を楽しむその姿から、実際は兄の神威同様に夜兎の血を色濃く受け継いでいることが窺え、阿伏兎に「バケモノだ」と言わしめた。しかし本人は新八の捨て身の説得により正気に戻った後自らの行為を悔やみ「自分（の本能）に勝てるほど強くなりたい」と願っている。吉原炎上篇以降は「神威に自分に負けないくらい」強くなるために新八と共に修行に励んでおり、かぶき町四天王篇ではその甲斐あってか西郷を一撃で倒している。
銀ノ魂篇の2年後では、宇宙の環境に適応するべく、ある人物から気功術を応用した肉体を自由自在に変える術を教わっているが、力を使いすぎると老婆の姿になることがある。

### 経歴
地球には出稼ぎを目的に密航してきた。銀時たちと出会う前はヤクザ、班池組（ぱんちぐみ）の井上に雇われ「悪い奴らを倒す」という名目で用心棒として働いていたが、次第に人を傷つけて飯を食うことに嫌気が差して脱走した。脱走後は故郷に帰るつもりだったが旅費が無く、万事屋に住み込みで働くことになった（正確には、銀時を脅して雇わせた）。銀時が給料の未払いを続けるため帰省の目処が立たないまま滞在期間が延びるが、居心地の良さから銀時たちに懐いてしまう。
父・星海坊主が迎えに来た際、父親の気持ちを配慮した銀時に親元に居るよう突き放されたが銀時たちとの深い絆を断ち切れず、それを察した星海坊主に滞在を承諾されて自らの意志で万事屋に留まることを決めた。
2年後では、虚との決戦後、アルタナの験力を使い果たし眠りについた定春を救うため江戸を去り、宇宙へ旅立つ。宇宙の過酷な環境に適応するべく、ある人物から気功の応用で自身の肉体を自在に変える術を伝授される。しかし宇宙の星々を巡っても定春を救う手掛かりが得られず、このまま銀時たちにあわせる顔がないと、神楽の娘を名乗る神流（かんな）という幼女に姿を変えて地球へ戻る。星芒教によるテロが勃発した際、新八と共に、銀時の願いを果たすため、2年前の服装に戻し、真選組やかぶき町住人らと協力して銀時の元へ向かう。ターミナルに侵入した後、銀時と再会し、眠りについていた定春が目覚め、万事屋が復活する。その後、ターミナルが暴走する中、新八たちと共に銀時と松陽の再会に尽力し、銀時の師である松陽の最期を見届けた。最終訓（第七百四訓）「天然パーマにロクな奴はいない」では二年前の姿に戻り、銀時たちと共に急用の仕事へ向う場面で物語は終わる。

### 家族
母親（江華）のことを「マミー」、父親（星海坊主）のことを「パピー」（暴言を吐く時は「ハゲ」）と呼ぶ。自身が幼いころは、兄・神威（かむい）のことを「兄ちゃん」と呼んでいた。現在は「神威」「バカ兄貴」などと呼んでいる。
母親の江華は神楽が幼いころに死去。父親の星海坊主は「えいりあんはんたー」として名高い人物である。星海坊主は、過去の廃れた風習「親殺し」に倣い自分を殺そうとしてきた息子に対しても、夜兎の本能のままに本気で息子を殺そうとした自分に気づき、それ以後家庭を顧みずにえいりあんはんたーとして宇宙を旅することで家族と距離を置いていた。
兄の神威は父親に殺されかかって以来消息不明になっていたが、吉原で再会した。
かつて、ペットのウサギ「定春一号」を飼っていたが、一緒に寝た夜に悪夢にうなされ、抱いていた定春一号を絞め殺してしまった。それ以来動物に触れると破壊してしまうと恐れるようになり接触を避けていたが、普通の犬よりも遥かに巨大な定春とならば力いっぱい遊べるということで、銀時の許可を得て飼い始める。

## 交流関係
万事屋の前に捨てられていた定春を拾った飼い主であり、初めは神楽が襲われているのをものともしていないだけで、なついているとは到底言えなかったが、後に定春も彼女になつき、現在では彼を手慣付けることのできる数少ない人物の一人であり、彼との間にはペットと飼い主以上の絆がある。外出の際には定春に乗って行動することが多い。
銀時のことを「銀ちゃん」「天パ」「腐れ天パ」と呼び暴言を吐いたり振り回したりしている。しかし、銀時が記憶喪失に陥り万事屋の解散宣言をした時は銀時の記憶が戻るのを信じ万事屋に通い続け、星海坊主篇でえいりあんに飲み込まれる直前にも名を呟くなど強く慕っており、彼に対する信頼や愛情は大きい。新八には「新八」「ぱっつぁん」「メガネ、ダメガネ」と呼び銀時以上にぞんざいな態度を取ることが多いが、二人で行動することも多く、吉原炎上篇の阿伏兎戦で彼の危機に瀕し暴走するなど、大切に思っている（また、その後彼の制止によって我を取り戻している）。万事屋メンバーのことは、自身にとって「もう一つの家族」と思っている。
志村妙のことを「姐御」と呼び人生の先輩として慕い、とても懐いている（妙からも実の妹のように思われている）が、流石に彼女の手料理は苦手としている。また、他人をあだ名で呼ぶことが多い。
その一方、キャサリンや沖田総悟とは仲が悪くよく喧嘩をしているが、前者には結婚でスナックを出て行くことになった際どうしても辛くなったら戻って来いと言うなど心の底から嫌ってはいない様子であり、後者には実力を認めるような発言をしたり、非常時には共闘することもある。
長谷川泰三を現在でも「マダオ」と呼び蔑んでおり、ゆえに長谷川も彼女に苦手意識を持っているが、彼の不運さには同情している節がある。桂小太郎に対しても一貫して「ヅラ」と呼び目上とは思っていないようである（桂も「リーダー」と呼んでいる）が、紅桜編と劇場版で彼が行方不明になった時、自身を危険にさらしてまで鬼兵隊の元に乗り込んだ。 
将軍の妹・そよ姫の家出の際に仲良くなり、彼女と生涯友達であり続けることを誓った。現在でもたびたび江戸城に遊びに行っている様子。
父である星海坊主を嫌っている節があるが、実は父親思いである（新八曰く「ファザコン」）。また、兄である神威の生き方を否定し攻撃的な口をきくが、星海坊主によると「以前の優しい兄に戻ってほしい」という願いの裏返しである。烙陽決戦篇で、夜兎の血に飲まれて、身体を傷つけてまで暴走する神威を妹の情から心配し、必死で止めようとした。

## 5年後（劇場版）
『劇場版 銀魂 完結篇 万事屋よ永遠なれ』では、5年後の世界で万事屋として活動している。原作で登場した2年後神楽よりさらに成長しており、クールで大人の色気を感じさせる巨乳美女になっている。髪はロングで、2つあった髪留めは右側の1つのみとなっている。また、銀時の着物と同じデザインの布をチャイナ服風にアレンジしたものを着用していたが、後に5年前（銀時視点での現在）と同じ赤いチャイナ服も着用している。なお既に江戸へ滞在してかなりの期間が過ぎており、いわゆる「～アル」といったエセ中国人風な語尾が使えなくなったという外国人タレントのような愚痴までこぼしている。
銀時が姿を消し、新八とも万事屋の在り方をめぐって袂を分かったことでかつての無邪気さは影を潜め、どこか冷めたような言動をすることが多くなっている。しかし、チンピラと揉めていた銀時たちを「たまたま酢昆布買いに通りかかっただけだから、勘違いしないでよね」と言いつつ助けたり、病臥するお妙を見舞い続ける新八を心配して粋な計らいをしたりとツンデレとなっている。
身体能力とそれに由来する高い戦闘能力は健在。5年前よりも巨大な番傘を振り回しての接近戦闘はもとより、その傘に仕込まれた銃器は大砲並みの威力をもつものに強化されている模様で、無数の敵を相手に一方的に無双する戦い方を見せている。

## 3年Z組銀八先生
中国から来た留学生。メガネ男が嫌いなのに、自分はビン底メガネをかけている。炊飯ジャーを担ぎながら登校する。原作と同じく、大食らいで、酢昆布好きである。早弁の常習犯であり、タコさんウインナーを「タコ様ウインナー」と呼ぶ。キャサリンや沖田とは仲が悪い。第3巻で銀八に「胸を大きくしたい」と相談するなど、原作同様に胸が小さいことを気にしている。小説版最終巻での同窓会では、銀魂高校を卒業後に大食いアイドルとしてデビューしたことが明らかになっている。

## 金魂
中国系マフィアの女ボスという設定で、年齢も本編よりも上がり、スタイル抜群の美女となっている。坂田金時とケツ顎新八を拾う。ただ、通常とは異なり、性格や言動については、非常に大人しく、毒舌やツッコミをする姿は一切ない。

## アイテム
番傘
日光に弱い体質である夜兎族の標準装備。主に外出時に日傘として差している。時々差していない時があるが、常に持ち歩いている。
見た目は普通の番傘であるが、戦闘時にはマシンガンのように弾丸を発射する。また、砲撃や爆発にも耐えるほどに強度が高く、傘を開けば敵の攻撃を防ぐ盾になり、傘を閉じると棍棒のようにそのまま殴りつけることが可能な殴打武器となる。
芙蓉編において、からくりメイド軍団との戦いの際に平賀源外により改造が施され、柄をトリガーとした電磁砲が搭載された。ただし、この武器は一度撃つとエネルギーの充電が必要になるので、その間は代わりに醤油差しとして使用することが出来る。
また、神楽とそよ姫が撮ったプリクラが柄の部分に貼ってある。
初期設定では沖田（初期設定では女性キャラクターだった）が持つ予定だった。
酢昆布（すこんぶ）
神楽の好物。神楽の影響を受けたそよ姫が歌会で酢昆布をかじる姿を目撃され、酢昆布ブームが起きた。
中野物産から販売されている「中野の都こんぶ」とのコラボ商品「神楽の酢昆布」がジャンプフェスタなどで販売されたことがある。

## その他
- ジャンプフェスタ2005では『BLEACH』の朽木ルキアの衣装を着たことがある。また、定春はコンに似た白いぬいぐるみになっていた。
- 『赤マルジャンプ』2007 SPRINGの表紙では『To LOVEる -とらぶる-』のララと衣装を交換するコラボがあった。ララ服神楽の帽子はエリザベス仕様。このイラストは原作単行本第19巻にも掲載されている。
- 同時期に同じくテレビ東京で放映されていたアニメ『ハヤテのごとく!』第5話では、ヒロインである三千院ナギの声優が同じく釘宮理恵であることから、「その声で髪の毛両結びにしとる奴はみんなツッコミに容赦あらへんなぁ」とつっこまれた際に、神楽の口調で「はあ? なんのことかさっぱりネ」と言って流すというパロディが放映された。
- 日光が苦手な設定だが、アニメ版第10期ED（エンディング）では灼熱の太陽の下、素肌をさらして海岸を走り回る彼女の姿が描かれている。しかし後にアニメ版第129話の本編の後の小コーナー「おしえて!銀八先生」において実はこのシーンは屋内スタジオで撮影されていた（という後付け設定だった）ことが明らかになった。神楽役の釘宮理恵もはじめて見た時に「誰、このED（エンディング）に出てくるかわいい女の子?」と発言をしている。
- 人気投票では、第1回では第7位、第2回では第6位、第3回では第7位、第4回では第6位、第5回では第5位、第6回では第7位にランクインしており、いずれも女性キャラクターの中では最も高い順位にランクインしている。
- アニメージュ第38回・第39回アニメグランプリにおいて、女性キャラクター部門グランプリを2年連続で受賞した。